# Liste des titres musicaux numéro un en France en 1993
Cette page liste les singles et les albums classés numéro un des ventes de disques en France par le Syndicat national de l'édition phonographique pour l'année 1993.

## Classement des singles
| Semaine | Sortie       | Artiste           | Titre                                     |
| ------- | ------------ | ----------------- | ----------------------------------------- |
| 1       | 9 janvier    | Jordy             | Dur dur d'être bébé !                     |
| 2       | 16 janvier   | Jordy             | Dur dur d'être bébé !                     |
| 3       | 23 janvier   | Jordy             | Dur dur d'être bébé !                     |
| 4       | 30 janvier   | Whitney Houston   | I Will Always Love You                    |
| 5       | 6 février    | Whitney Houston   | I Will Always Love You                    |
| 6       | 13 février   | Whitney Houston   | I Will Always Love You                    |
| 7       | 20 février   | Whitney Houston   | I Will Always Love You                    |
| 8       | 27 février   | Whitney Houston   | I Will Always Love You                    |
| 9       | 6 mars       | Whitney Houston   | I Will Always Love You                    |
| 10      | 13 mars      | Whitney Houston   | I Will Always Love You                    |
| 11      | 20 mars      | Whitney Houston   | I Will Always Love You                    |
| 12      | 27 mars      | Jordy             | Alison                                    |
| 13      | 3 avril      | Jordy             | Alison                                    |
| 14      | 10 avril     | Jordy             | Alison                                    |
| 15      | 17 avril     | Jordy             | Alison                                    |
| 16      | 24 avril     | Jordy             | Alison                                    |
| 17      | 1er mai      | 2 Unlimited       | No Limit                                  |
| 18      | 8 mai        | 2 Unlimited       | No Limit                                  |
| 19      | 15 mai       | 2 Unlimited       | No Limit                                  |
| 20      | 22 mai       | 2 Unlimited       | No Limit                                  |
| 21      | 29 mai       | Dire Straits      | Encores EP                                |
| 22      | 5 juin       | Dire Straits      | Encores EP                                |
| 23      | 12 juin      | Dire Straits      | Encores EP                                |
| 24      | 19 juin      | Dire Straits      | Encores EP                                |
| 25      | 26 juin      | Dire Straits      | Encores EP                                |
| 26      | 3 juillet    | Dire Straits      | Encores EP                                |
| 27      | 10 juillet   | 2 Unlimited       | No Limit                                  |
| 28      | 17 juillet   | Haddaway          | What Is Love                              |
| 29      | 24 juillet   | Haddaway          | What Is Love                              |
| 30      | 31 juillet   | Haddaway          | What Is Love                              |
| 31      | 7 août       | Haddaway          | What Is Love                              |
| 32      | 14 août      | Haddaway          | What Is Love                              |
| 33      | 21 août      | Les G.O. Cul-ture | Darla dirladada                           |
| 34      | 28 août      | Les G.O. Cul-ture | Darla dirladada                           |
| 35      | 4 septembre  | Les G.O. Cul-ture | Darla dirladada                           |
| 36      | 11 septembre | Pas de classement | Pas de classement                         |
| 37      | 18 septembre | Regg'Lyss         | Mets de l'huile                           |
| 38      | 25 septembre | Les G.O. Cul-ture | Darla dirladada                           |
| 39      | 2 octobre    | Freddie Mercury   | Living on My Own (No More Brothers remix) |
| 40      | 9 octobre    | Freddie Mercury   | Living on My Own (No More Brothers remix) |
| 41      | 16 octobre   | Freddie Mercury   | Living on My Own (No More Brothers remix) |
| 42      | 23 octobre   | Regg'Lyss         | Mets de l'huile                           |
| 43      | 30 octobre   | Freddie Mercury   | Living on My Own (No More Brothers remix) |
| 44      | 6 novembre   | Freddie Mercury   | Living on My Own (No More Brothers remix) |
| 45      | 13 novembre  | Freddie Mercury   | Living on My Own (No More Brothers remix) |
| 46      | 20 novembre  | Freddie Mercury   | Living on My Own (No More Brothers remix) |
| 47      | 27 novembre  | Freddie Mercury   | Living on My Own (No More Brothers remix) |
| 48      | 4 décembre   | Freddie Mercury   | Living on My Own (No More Brothers remix) |
| 49      | 11 décembre  | Freddie Mercury   | Living on My Own (No More Brothers remix) |
| 50      | 18 décembre  | Freddie Mercury   | Living on My Own (No More Brothers remix) |
| 51      | 25 décembre  | Freddie Mercury   | Living on My Own (No More Brothers remix) |
| 52      | 1er janvier  | Freddie Mercury   | Living on My Own (No More Brothers remix) |

## Classement des albums
| Semaine | Sortie       | Artiste                            | Titre                               |
| ------- | ------------ | ---------------------------------- | ----------------------------------- |
| 1       | 2 janvier    | Fredericks Goldman Jones           | Sur scène                           |
| 2       | 9 janvier    | Fredericks Goldman Jones           | Sur scène                           |
| 3       | 16 janvier   | Fredericks Goldman Jones           | Sur scène                           |
| 4       | 23 janvier   | Whitney Houston et divers artistes | Bodyguard (Bande originale du film) |
| 5       | 30 janvier   | Whitney Houston et divers artistes | Bodyguard (Bande originale du film) |
| 6       | 6 février    | Whitney Houston et divers artistes | Bodyguard (Bande originale du film) |
| 7       | 13 février   | Whitney Houston et divers artistes | Bodyguard (Bande originale du film) |
| 8       | 20 février   | Whitney Houston et divers artistes | Bodyguard (Bande originale du film) |
| 9       | 27 février   | Whitney Houston et divers artistes | Bodyguard (Bande originale du film) |
| 10      | 6 mars       | Whitney Houston et divers artistes | Bodyguard (Bande originale du film) |
| 11      | 13 mars      | Whitney Houston et divers artistes | Bodyguard (Bande originale du film) |
| 12      | 20 mars      | Divers artistes                    | Tycoon                              |
| 13      | 27 mars      | Divers artistes                    | Tycoon                              |
| 14      | 3 avril      | Divers artistes                    | Tycoon                              |
| 15      | 10 avril     | Depeche Mode                       | Songs of Faith and Devotion         |
| 16      | 17 avril     | Depeche Mode                       | Songs of Faith and Devotion         |
| 17      | 24 avril     | Patricia Kaas                      | Je te dis vous                      |
| 18      | 1er mai      | Patricia Kaas                      | Je te dis vous                      |
| 19      | 8 mai        | Patricia Kaas                      | Je te dis vous                      |
| 20      | 15 mai       | Patricia Kaas                      | Je te dis vous                      |
| 21      | 22 mai       | Patricia Kaas                      | Je te dis vous                      |
| 22      | 29 mai       | Dire Straits                       | On the Night                        |
| 23      | 5 juin       | Dire Straits                       | On the Night                        |
| 24      | 12 juin      | Dire Straits                       | On the Night                        |
| 25      | 19 juin      | Dire Straits                       | On the Night                        |
| 26      | 26 juin      | Stephan Eicher                     | Carcassonne                         |
| 27      | 3 juillet    | Stephan Eicher                     | Carcassonne                         |
| 28      | 10 juillet   | Magazine 60                        | Medley 60's Slows and Medley 60's   |
| 29      | 17 juillet   | U2                                 | Zooropa                             |
| 30      | 24 juillet   | Johnny Hallyday                    | Parc des Princes 1993               |
| 31      | 31 juillet   | Johnny Hallyday                    | Parc des Princes 1993               |
| 32      | 7 août       | Johnny Hallyday                    | Parc des Princes 1993               |
| 33      | 14 août      | Johnny Hallyday                    | Parc des Princes 1993               |
| 34      | 21 août      | Johnny Hallyday                    | Parc des Princes 1993               |
| 35      | 28 août      | Johnny Hallyday                    | Parc des Princes 1993               |
| 36      | 4 septembre  | Johnny Hallyday                    | Parc des Princes 1993               |
| 37      | 11 septembre | Johnny Hallyday                    | Parc des Princes 1993               |
| 38      | 18 septembre | Johnny Hallyday                    | Parc des Princes 1993               |
| 39      | 25 septembre | Nirvana                            | In Utero                            |
| 40      | 2 octobre    | The Beatles                        | The Beatles 1967–1970               |
| 41      | 9 octobre    | The Beatles                        | The Beatles 1967–1970               |
| 42      | 16 octobre   | Édith Piaf                         | 30e anniversaire                    |
| 43      | 23 octobre   | Édith Piaf                         | 30e anniversaire                    |
| 44      | 30 octobre   | Édith Piaf                         | 30e anniversaire                    |
| 45      | 6 novembre   | Hélène                             | Je m'appelle Hélène                 |
| 46      | 13 novembre  | Hélène                             | Je m'appelle Hélène                 |
| 47      | 20 novembre  | Hélène                             | Je m'appelle Hélène                 |
| 48      | 27 novembre  | Hélène                             | Je m'appelle Hélène                 |
| 49      | 4 décembre   | Hélène                             | Je m'appelle Hélène                 |
| 50      | 11 décembre  | Hélène                             | Je m'appelle Hélène                 |
| 51      | 18 décembre  | Fredericks Goldman Jones           | Rouge                               |
| 52      | 25 décembre  | Fredericks Goldman Jones           | Rouge                               |